# Sergei Tkachyov
Bản mẫu:Eastern Slavic name
Sergei Anatolyevich Tkachyov (tiếng Nga: Серге́й Анатольевич Ткачёв; sinh ngày 19 tháng 5 năm 1989) là một cầu thủ bóng đá người Nga. Anh chơi ở vị trí tiền vệ phải hay tiền vệ tấn công cho P.F.K. CSKA Moskva.

## Sự nghiệp

### Câu lạc bộ
Vào ngày 11 tháng 1 năm 2016, Tkachyov ký một bản hợp đồng 4 năm cùng với CSKA Moskva.

## Danh hiệu
Lokomotiv Moskva
- Vô địch Cúp quốc gia Nga: 2014–15 (thi đấu ở giai đoạn đầu của giải)

Kuban Krasnodar
- Á quân Cúp quốc gia Nga: 2014–15 (thi đấu ở giai đoạn sau của giải)

## Thống kê sự nghiệp

### Câu lạc bộ
Tính đến 13 tháng 5 năm 2018
| Câu lạc bộ            | Mùa giải             | Giải vô địch                    | Giải vô địch | Giải vô địch | Cúp     | Cúp       | Châu lục | Châu lục  | Tổng cộng | Tổng cộng |
| Câu lạc bộ            | Mùa giải             | Hạng đấu                        | Số trận      | Bàn thắng    | Số trận | Bàn thắng | Số trận  | Bàn thắng | Số trận   | Bàn thắng |
| --------------------- | -------------------- | ------------------------------- | ------------ | ------------ | ------- | --------- | -------- | --------- | --------- | --------- |
| FCS-73 Voronezh       | 2006                 | Amateur League                  | –            | –            | –       | –         | –        | –         | –         | –         |
| FCS-73 Voronezh       | 2007                 | Amateur League                  | –            | –            | –       | –         | –        | –         | –         | –         |
| FCS-73 Voronezh       | 2008                 | PFL                             | 24           | 3            | 1       | 1         | –        | –         | 25        | 4         |
| Krylia Sovetov Samara | 2009                 | Giải bóng đá ngoại hạng Nga     | 3            | 0            | 0       | 0         | 0        | 0         | 3         | 0         |
| Krylia Sovetov Samara | 2010                 | Giải bóng đá ngoại hạng Nga     | 16           | 2            | 1       | 0         | –        | –         | 17        | 2         |
| Metalist Kharkiv      | 2010–11              | Giải bóng đá ngoại hạng Ukraina | 7            | 0            | –       | –         | 0        | 0         | 7         | 0         |
| Metalist Kharkiv      | 2011–12              | Giải bóng đá ngoại hạng Ukraina | 3            | 0            | 2       | 1         | 1        | 0         | 6         | 1         |
| Metalist Kharkiv      | Tổng cộng            | Tổng cộng                       | 10           | 0            | 2       | 1         | 1        | 0         | 13        | 1         |
| Ural Yekaterinburg    | 2011–12              | FNL                             | 14           | 3            | –       | –         | –        | –         | 14        | 3         |
| Sevastopol            | 2012–13              | Ukrainian First League          | 13           | 8            | 2       | 2         | –        | –         | 15        | 10        |
| Lokomotiv Moskva      | 2013–14              | Giải bóng đá ngoại hạng Nga     | 19           | 3            | 0       | 0         | –        | –         | 19        | 3         |
| Lokomotiv Moskva      | 2014–15              | Giải bóng đá ngoại hạng Nga     | 4            | 0            | 2       | 0         | 0        | 0         | 6         | 0         |
| Lokomotiv Moskva      | Tổng cộng            | Tổng cộng                       | 23           | 3            | 2       | 0         | 0        | 0         | 25        | 3         |
| Kuban Krasnodar       | 2014–15              | Giải bóng đá ngoại hạng Nga     | 11           | 4            | 3       | 0         | –        | –         | 14        | 4         |
| Kuban Krasnodar       | 2015–16              | Giải bóng đá ngoại hạng Nga     | 16           | 3            | 1       | 0         | –        | –         | 17        | 3         |
| Kuban Krasnodar       | Tổng cộng            | Tổng cộng                       | 27           | 7            | 4       | 0         | 0        | 0         | 31        | 7         |
| CSKA Moskva           | 2015–16              | Giải bóng đá ngoại hạng Nga     | 8            | 0            | 3       | 0         | –        | –         | 11        | 0         |
| Krylia Sovetov Samara | 2016–17              | Giải bóng đá ngoại hạng Nga     | 20           | 2            | 1       | 1         | –        | –         | 21        | 3         |
| Krylia Sovetov Samara | Tổng cộng (2 spells) | Tổng cộng (2 spells)            | 39           | 4            | 2       | 1         | 0        | 0         | 41        | 5         |
| Arsenal Tula          | 2017–18              | Giải bóng đá ngoại hạng Nga     | 28           | 6            | 1       | 0         | –        | –         | 29        | 6         |
| Tổng cộng sự nghiệp   | Tổng cộng sự nghiệp  | Tổng cộng sự nghiệp             | 186          | 34           | 17      | 5         | 1        | 0         | 204       | 39        |